# Віктор Леев
Віктор Леев (швед. Viktor Lööv, нар. 16 листопада 1992, Седертельє) — шведський хокеїст, захисник клубу КХЛ «Йокеріт».

## Ігрова кар'єра
Хокейну кар'єру розпочав на батьківщині 2009 року виступами за команду «Седертельє» в якому виступав до 2013 року, а з сезону 2013/14 відіграв за МОДО.
2012 року був обраний на драфті НХЛ під 209-м загальним номером командою «Торонто Мейпл-Ліфс». 
16 квітня 2014 уклав трирічний контракт із «Торонто Мейпл-Ліфс».
18 лютого 2016 отримує травму Метт Ганвік і Віктор дебютує в матчі проти «Нью-Йорк Рейнджерс» та набирає перше очко в НХЛ зробивши голеву передачу.
18 лютого 2017 його обмінюють на Сергія Калініна з «Нью-Джерсі Девілс». Завершував той сезон він вже в фарм-клубі «Олбані Девілс». В АХЛ захисник проведе ще два сезони, після чого 25 травня 2018 укладає контракт з клубом КХЛ «Йокеріт».

## Статистика
| Сезон        | Клуб                 | Ліга         | Регулярний сезон | Регулярний сезон | Регулярний сезон | Регулярний сезон | Регулярний сезон | Плей-оф | Плей-оф | Плей-оф | Плей-оф | Плей-оф |
| Сезон        | Клуб                 | Ліга         | І                | Г                | П                | О                | ШХ               | І       | Г       | П       | О       | ШХ      |
| ------------ | -------------------- | ------------ | ---------------- | ---------------- | ---------------- | ---------------- | ---------------- | ------- | ------- | ------- | ------- | ------- |
| 2009–10      | «Седертельє»         | J20          | 12               | 0                | 4                | 4                | 8                | —       | —       | —       | —       | —       |
| 2010–11      | «Седертельє»         | J20          | 42               | 4                | 19               | 23               | 36               | 2       | 0       | 0       | 0       | 2       |
| 2010–11      | «Седертельє»         | Елітсерія    | —                | —                | —                | —                | —                | 1       | 0       | 0       | 0       | 0       |
| 2011–12      | «Седертельє»         | J20          | 5                | 0                | 3                | 3                | 2                | 4       | 2       | 0       | 2       | 2       |
| 2011–12      | «Седертельє»         | Аллсвенскан  | 50               | 3                | 3                | 6                | 42               | —       | —       | —       | —       | —       |
| 2012–13      | «Седертельє»         | Аллсвенскан  | 40               | 2                | 6                | 8                | 49               | 10      | 0       | 3       | 3       | 8       |
| 2013–14      | МОДО                 | ШХЛ          | 42               | 5                | 7                | 12               | 20               | 2       | 0       | 0       | 0       | 0       |
| 2014–15      | «Торонто Марліс»     | АХЛ          | 74               | 6                | 15               | 21               | 44               | 3       | 0       | 1       | 1       | 12      |
| 2015–16      | «Торонто Марліс»     | АХЛ          | 55               | 3                | 12               | 15               | 40               | 11      | 1       | 2       | 3       | 14      |
| 2015–16      | «Торонто Мейпл-Ліфс» | НХЛ          | 4                | 0                | 2                | 2                | 0                | —       | —       | —       | —       | —       |
| 2016–17      | «Торонто Марліс»     | АХЛ          | 41               | 2                | 4                | 6                | 43               | —       | —       | —       | —       | —       |
| 2016–17      | «Олбані Девілс»      | АХЛ          | 10               | 0                | 0                | 0                | 6                | 3       | 0       | 0       | 0       | 2       |
| 2017–18      | «Бінгхемптон Девілс» | АХЛ          | 36               | 5                | 12               | 17               | 45               | —       | —       | —       | —       | —       |
| 2017–18      | «Айова Вайлд»        | АХЛ          | 24               | 0                | 7                | 7                | 22               | —       | —       | —       | —       | —       |
| 2018–19      | «Йокеріт»            | КХЛ          | 56               | 7                | 10               | 17               | 67               | 5       | 0       | 1       | 1       | 18      |
| Усього в ШХЛ | Усього в ШХЛ         | Усього в ШХЛ | 42               | 5                | 7                | 12               | 20               | 3       | 0       | 0       | 0       | 0       |
| Усього в НХЛ | Усього в НХЛ         | Усього в НХЛ | 4                | 0                | 2                | 2                | 0                | —       | —       | —       | —       | —       |
| Усього в КХЛ | Усього в КХЛ         | Усього в КХЛ | 56               | 7                | 10               | 17               | 67               | 5       | 0       | 1       | 1       | 18      |